# Liste der größten Unternehmen in Deutschland
Die Liste der größten Unternehmen in Deutschland stellt verschiedene Erhebungen für die nach ökonomischen Kennzahlen größten Unternehmen Deutschlands dar. 

## Top 100 nach Wertschöpfung im Inland (Monopolkommission)
Diese Liste stellt die 100 größten Unternehmen in der Bundesrepublik Deutschland nach ihrer inländischen Wertschöpfung im Jahr 2020 dar. Die Liste ist dem XXIV. Hauptgutachten (2022) der Monopolkommission entnommen, mit dem das unabhängige Beratungsgremium seinem gesetzlichen Auftrag nach §44 Abs. 1 Satz 1 GWB nachkommt, die Bundesregierung und die gesetzgebenden Körperschaften über die Unternehmenskonzentration in Deutschland zu informieren. Für die Liste der 100 größten Unternehmen wird für das Berichtsjahr 2020 die Wertschöpfung der Konzerne im Inland, d. h. der Wert, den ein Unternehmen den Vorprodukten durch Umwandlung oder Erstellung hinzufügt, betrachtet. Neben der inländischen Wertschöpfung werden auch das Geschäftsvolumen und die Zahl der Mitarbeiter im Jahr 2020 angegeben. 

## Top 100 nach weltweiten Umsätzen (TageszeitungDie Welt)
Diese Liste stellt nach Umsätzen die 100 größten Unternehmen in Deutschland im Jahr 2014 dar. Die Daten wurden auf Grundlage des „Top 500“–Rankings erhoben, welches von der Tageszeitung Die Welt jährlich veröffentlicht wird. Die Unternehmensdaten des „Top 500“–Rankings wurden in die Auflistung übernommen. 

### Kritik
Das „Top 500“-Ranking der Tageszeitung Die Welt berücksichtigt teilweise Mutter- und Tochtergesellschaften innerhalb desselben Konzernverbundes. Dies ist problematisch, wenn die Umsatzerlöse einer Tochtergesellschaft durch Konzernkonsolidierung bereits im Ranking der Muttergesellschaft berücksichtigt wurden. In dieser Hinsicht ist die Methodik der Datenerhebung durchaus fragwürdig, da derartige Doppelerfassungen die Aussagekraft des Rankings beeinträchtigen.
Diese Problematik wird am Beispiel der Metro AG und der Media-Saturn-Holding GmbH deutlich, die auf den Plätzen 8 und 33 im „Top 500“-Ranking für 2014 vertreten sind. Die Metro AG ist mehrheitlich an der Media-Saturn-Holding GmbH beteiligt, sodass die Umsatzerlöse der Media-Saturn-Holding GmbH auch im konsolidierten Konzernabschluss der Metro Gruppe berücksichtigt werden. Die im Ranking angegebenen Umsatzerlöse der Metro AG beziehen sich hierbei auf die konsolidierten Umsatzerlöse der Metro Gruppe. Folglich wurden die Umsatzerlöse der Media-Saturn-Holding GmbH im „Top 500“-Ranking doppelt berücksichtigt, nämlich bei der Metro AG und der Media-Saturn-Holding GmbH selbst. Konsequenterweise dürfte die Media-Saturn-Holding GmbH nicht nochmals aufgeführt werden, wenn diese bereits im Ranking der Metro AG berücksichtigt wurde. Hierfür finden sich weitere Beispiele im Ranking.
Ein weiterer Kritikpunkt besteht darin, dass das „Top 500“-Ranking punktuell unvollständig ist. Die Thüga Holding GmbH & Co. KGaA gehört zweifellos zu den größten Unternehmen Deutschlands. 2014 erzielte die Thüga-Gruppe einen Umsatz von 21,6 Mrd. € und würde damit auf Platz 32 im Ranking gelistet werden. Im „Top 500“-Ranking ist diese jedoch nicht enthalten.

## Forbes Global 2000
Die Rangfolge der jährlich erscheinenden Liste Forbes Global 2000, der 2000 größten börsennotierten Unternehmen der Welt errechnet sich aus einer Kombination von Umsatz, Nettogewinn, Aktiva und Marktwert. Dabei wurden die Platzierungen der Unternehmen in den gleich gewichteten Kategorien zu einem Rang zusammengezählt. In der Tabelle aufgeführt sind auch der Hauptsitz, die Branche und die Mitarbeiterzahl. Die Zahlen sind in Milliarden US-Dollar angegeben und beziehen sich auf das Geschäftsjahr 2016, für den Marktwert auf den Börsenkurs im Mai 2018.